# Sükhbaatar (tỉnh)
Sükhbaatar (tiếng Mông Cổ: Сүхбаатар) là một trong 21 tỉnh của Mông Cổ, nằm tại phía đông của đất nước. Tỉnh lị là Baruun-Urt. Tỉnh được đặt theo tên của nhà cách mạng Mông Cổ Damdin Sükhbaatar.

## Địa lý
Phía đông tỉnh Sükhbaatar là các thảo nguyên lượn sóng và khá bằng phẳng. Phần phía nam là các thảo nguyên bán hoang mạc và phần đồi núi phía tây bắc thuộc về sa mạc Gobi. Độ cao của tỉnh thay đổi từ 1000-1200 mét so với mực nước biển. Trên địa bàn tỉnh có khoảng 220 ngọn núi lửa đã tắt.
Phía bắc giáp tỉnh Dornod, phía nam và phía đông giáp khu tự trị Nội Mông của Trung Quốc, phía tây giáp các tỉnh Khentii và Dornogovi.

## Dân cư
| 1950   | 1956   | 1963   | 1969   | 1975   | 1979   | 1981   | 1989   | 1991   | 1993   | 1994   | 1996   | 1998   | 2000   | 2002   | 2004   | 2005   | 2008   | 2009   |
| ------ | ------ | ------ | ------ | ------ | ------ | ------ | ------ | ------ | ------ | ------ | ------ | ------ | ------ | ------ | ------ | ------ | ------ | ------ |
| 27.800 | 30.700 | 32.100 | 35.300 | 39.900 | 43.000 | 44.600 | 50.800 | 57.408 | 56.084 | 57.546 | 56.534 | 55.523 | 55.511 | 54.529 | 53.935 | 52.768 | 53.785 | 54.363 |

## Giao thông
Sân bay Baruun-Urt (UUN/ZMBU) có một đường bay chưa được trải nhựa và có các chuyến bay định kỳ đi và đến thủ đô Ulaanbaatar. Đi lại bằng đường bộ chủ yếu dựa vào ngựa.

## Kinh tế
Sükhbaatar là một trong những vùng nghèo nhất tại Mông Cổ và không có cơ sở công nghiệp đáng kể nào. Người dân nông thôn chủ yếu sinh sống dựa vào chăn nuôi du mục. Ngoài ra, ở phần cực bắc của tỉnh cũng có một số nơi phát triển nghề trồng trọt. Hầu hết cư dân tại tỉnh lị sinh sống dựa vào hoạt động khai thác mỏ thiếc hoặc mỏ than đá lân cận.

## Văn hóa
Ti viện Erdenemandal Chiid xưa kia vốn là một nơi linh thiêng. Nơi đây vốn là một hệ thống tu viện trải dài trên 20 km với bảy ngôi chùa cùng 1000 vị sư thầy song nó đã bị chính quyền cộng sản phá hủy vào năm 1938 trong thời kỳ thanh trừng tôn giáo tại Mông Cổ. Thung lũng Churgurin Chundii có hàng chục các bức tượng bằng đá từ thế kỷ 10 đến thế kỷ 13, hiện vẫn còn tranh cãi về các nhân vật trên các bức tượng.

## Hành chính

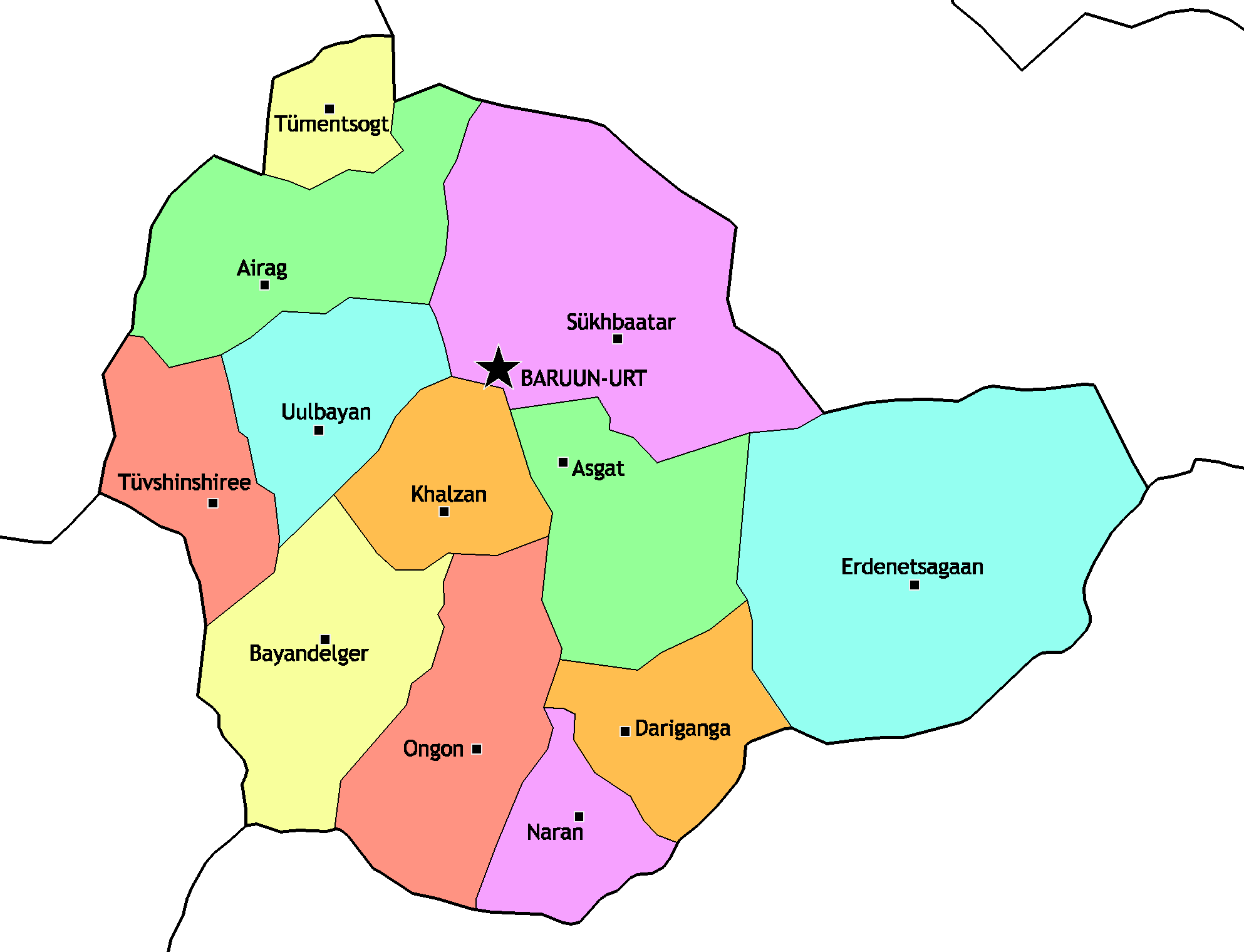
Các sum của Sükhbaatar

Thủ phủ Baruun-Urt về mặt địa lý thuộc sum Sühbaatar, song được quản lý riêng biệt.
| Sum           | Tiếng Mông Cổ | Dân số 2008 | Dân số 2009 | Dân số trung tâm sum 2009 |
| ------------- | ------------- | ----------- | ----------- | ------------------------- |
| Asgat         | Асгат         | 1.775       | 1.806       | 538                       |
| Baruun-Urt    | Баруун-Урт    | 15.549      | 16.249      | 13.859*                   |
| Bayandelger   | Баяндэлгэр    | 4.560       | 4.568       | 1.169                     |
| Dariganga     | Дарьганга     | 2.884       | 2.853       | 639                       |
| Erdenetsagaan | Эрдэнэцагаан  | 6.309       | 6.439       | 2.813                     |
| Halzan        | Халзан        | 1.622       | 1.598       | 566                       |
| Mönhhaan      | Мөнххаан      | 4.335       | 4.213       | 1.189                     |
| Naran         | Наран         | 1.466       | 1.477       | 336                       |
| Ongon         | Онгон         | 3.638       | 3.646       | 1,261                     |
| Sühbaatar     | Сүхбаатар     | 3.263       | 3.197       | 631                       |
| Tümentsogt    | Түмэнцогт     | 2.339       | 2.404       | 1,106                     |
| Tüvshinshiree | Түвшинширээ   | 3.035       | 3.030       | 610                       |
| Uulbayan      | Уулбаян       | 3.010       | 2.883       | 766                       |

* - Tỉnh lị Baruun-Urt